# Sei Pasir
Sei Pasir is een bestuurslaag in het regentschap Asahan van de provincie Noord-Sumatra, Indonesië. Sei Pasir telt 1535 inwoners (volkstelling 2010).